# Mento Hevia
Mento Hevia es un músico asturiano, cantante y multiinstrumentista. Nació en 1954 en Aviles, Asturias. Ha interpretado y compuesto en géneros tan diversos como el rock progresivo o la música celta y folclórica.

## Grupos y proyectos
Comenzó con pequeños grupos como Los Linces y Los Fanny's, compartiendo escenario con Luz Casal en el segundo.
En el año 1978 Mento Hevia consigue grabar su primer disco con el grupo Crack. El álbum Si todo hiciera Crack es uno de los mejores ejemplos de rock progresivo español, fuertemente influenciado por el progresivo italiano. Fue el único álbum que grabó con esta agrupación.
A continuación inició el proyecto Yola, con un sonido más roquero, grabando el álbum International Insurrection (El antiproducto) en 1985.
Participó luego con Los televidentes y empezó a experimentar con la música electrónica en la agrupación Misión Duende. A su vez cooperó en grabaciones y directos de los grupos locales como Los Locos o Fuera de Serie.
En los años 2000 Hevia se entrega a la música folclórica con el grupo Gueta na Fonte. En este grupo busca un sonido celto-astur, y con él recorre en giras España y Europa. Mento se implica en el folk asturiano produciendo y participando en los álbumes "Xeneración Folk" . Tras un primer álbum homónimo al grupo en el 2002, en 2009 presentaron su álbum Camín d'Arcana. De este disco el tema La fuente Celta fue llevado al cine.
En la actualidad trabaja con la Orquesta Céltica Asturiana, llegando a ser teloneros de Jethro Tull en uno de sus conciertos en Gijón.